# هيو كير (لاعب كرة قدم)
هيو كير (بالإنجليزية: Hugh Kerr)‏ هو لاعب كرة قدم بريطاني (وحمل سابقاً جنسية المملكة المتحدة لبريطانيا العظمى وأيرلندا) في مركز الهجوم، ولد في 1882، وتوفي في 10 أبريل 1918. لعب مع مانشستر يونايتد وAyr F.C. ‏.

## وصلات خارجية
- هيو كير على موقع قاعدة بيانات كرة القدم.إي يو (الإنجليزية)